# Aoibhinn Ní Shúilleabháin
Aoibhinn Ní Shúilleabháin  (née en 1983) est une mathématicienne, vulgarisatrice scientifique et animatrice télévisée irlandaise. Elle est lauréate du concours « La Rose de Tralee » en 2005 et musicienne. 

## Biographie
Ní Shúilleabháin est originaire de Carnacon (en) près de Ballyglass (en), dans le comté de Mayo,.  
Elle est diplômée en physique théorique de l'University College Dublin en 2005 puis elle réalise son doctorat, grâce à une bourse Ussher, à Trinity College de Dublin en 2014. Elle est professeure de disciplines scientifiques, principalement les mathématiques, dans l'enseignement secondaire, puis travaille comme enseignante-chercheuse au département de mathématiques et statistiques de l'University College Dublin.  

### Activités musicales
Ní Shúilleabháin est couronnée 47e Rose de Tralee le 23 août 2005 lors d'une cérémonie diffusée par la chaîne de télévision irlandaise RTÉ,. Ní Shúilleabháin était l'une des favorites à ce concours et elle est la première finaliste de cette compétition originaire du comté de Mayo.
En 2007 et 2008, Ní Shúilleabháin a fait une tournée aux États-Unis, au Japon et en Europe en tant que chanteuse principale de Ragús, un groupe de musique irlandaise traditionnelle,.

### Carrière dans les médias
Ní Shúilleabháin travaille comme animatrice depuis 2006. En 2007, elle est membre de l'émission The Panel sur RTÉ Two et participe à la saison 2008 de Celebrity Bainisteoir sur RTÉ One, où elle doit gérer une équipe de football gaélique de Kiltimagh. En 2009, elle anime l'émission hebdomadaire de musique irlandaise The Reel Deal sur RTÉ,.  
Depuis 2012, elle présente les programmes scientifiques phares de RTÉ The Science Squad et 10 Things to Know About… avec Jonathan McCrea et Kathriona Devereux,.  
En 2013, elle anime sa propre série RTO Radio 1 lifestyle Aoibhinn and Company en remplacement d'été de l'émission dominicale Miriam Meets de Miriam O'Callaghan,.  
Elle présente l'émission touristique de la RTÉ, Getaways avec Joseph Lindsay durant deux séries et présente le programme Fleadh Cheoil avec John Creedon (en) de 2014 à 2018.

### Vulgarisation scientifique
Connue en Irlande en tant que vulgarisatrice scientifique, Ní Shúilleabháin rédige une chronique mensuelle pour la section science du Irish Times en 2016,. Elle remporte, en 2017, un prix pour sa communication exceptionnelle sur les STIM de l'agence nationale de recherche scientifique Science Foundation Ireland. Cette même année, Ní Shúilleabháin est nommée parmi les 40 jeunes leaders européens de moins de 40 ans et rejoint le comité exécutif de WITS (Women in Technology & Science) Irlande.

## Vie privée
Ní Shúilleabháin était en couple avec l'animateur Ryan Tubridy (en) de 2009 à 2014,,. Elle a épousé Carlos Diaz, né en Irlande, lors d'une cérémonie privée en 2017 . Ils ont un fils, né en janvier 2019.